# Japaga (Chorwacja)
Japaga – wieś w Chorwacji, w żupanii pożedzko-slawońskiej, w mieście Lipik. W 2011 roku liczyła 174 mieszkańców.